# Efficiens
I økonomisk teori siges en situation at være efficient, hvis de knappe resurser anvendes på den økonomisk mest effektive måde, så det er umuligt at allokere dem på en anden måde, der stiller nogen bedre uden at stille andre dårligere. En efficient tilstand kaldes også somme tider Pareto-efficient eller Pareto-optimal efter den italienske økonom Vilfredo Pareto. Et yderligere synonym for efficiens er samfundsøkonomisk effektivitet. Et marked, hvor der er fuldkommen konkurrence, vil være efficient, mens såkaldte markedsfejl medfører inefficiente tilstande.
I et produktionsmulighedsområde betegner transformationskurven de efficiente produktionskombinationer.

## Afvejning mellem efficiens og fordeling
Efficiensbegrebet er afgørende indenfor bl.a. velfærdsøkonomi. Indenfor dette felt taler man ofte om, at der er en afvejning mellem hensyn til efficiens og fordeling (på engelsk kaldet "efficiency-equity trade-off"): En markedsøkonomi uden markedsfejl vil overladt til sig selv kunne frembringe en efficient resurseallokering og virker altså hensigtsmæssigt med hensyn til at udnytte de økonomiske resurser effektivt, men resultatet vil for mange ikke virke rimeligt eller retfærdigt, f.eks. fordi det medfører temmelig store indkomstforskelle, hvilket kan medføre et politisk ønske om at ændre på fordelingen. Dette kan i praksis normalt ikke gøres uden at forvride den måde, markedsøkonomien fungerer på, f.eks. i tilfældet skatteopkrævning, som skaber inefficienser. Disse markedsmæssige inefficienser kan dog stadig ses som politisk acceptable og kan blot betragtes som den pris man betaler for at få et mere lige samfund, med de andre fordele det i sig selv kan bringe, såsom mindre stress, større homogenitet, mindre vold og øget interpersonel tillid. Det er altså ikke nødvendigvis politisk efterstræbelsesværdigt at fjerne alle markedsfejl for dermed at opnå økonomisk efficiens; det er en politisk afvejning mellem effektivitet og lighed, og selv denne afvejning er ikke umiddelbart så enkel, som den kan lyde. Mere lighed kan i sig selv føre til mere effektivitet; for eksempel synes forskning at vise, at øget tillid øger den økonomiske vækst.